# Cristian Mungiu
Cristian Mungiu (Iaşi, 27 de abril de 1968) es un director de cine rumano. Junto a Cristi Puiu, Radu Muntean, Cristian Nemescu, Corneliu Porumboiu y Cătălin Mitulescu, se le considera uno de los exponentes más importantes de la Nueva ola rumana de cine.

## Biografía
Luego de estudiar literatura inglesa en la Universidad Alexandru Ioan Cuza en Iaşi, Mungiu trabajo por varios años como maestro y periodista. Posteriormente, estudio dirección de cine en la Academia de Cine y Teatro de Bucarest. Después de su graduación, Mungiu realizó varios cortometrajes. En 2002, realizó su primer largometraje, Occident. La película fue exitosa críticamente, recibiendo varios premios en diferentes festivales de cine y apareciendo en el Festival de Cine de Cannes.
En 2007, Mungiu escribió y dirigió su segundo filme, Cuatro meses, tres semanas y dos días. La película fue criticada positivamente y fue elegida para la competencia oficial del Festival de Cannes 2007, donde ganaría la Palma de Oro. Esta sería la primera vez que un rumano gana este premio.
Mungiu es el hermano de la analista política Alina Mungiu-Pippidi.

## Filmografía
- R.M.N. (2022)
- Bacalaureat (2016)
- După dealuri (2012)
- Amintiri din epoca de aur (2009)
- Cuatro meses, tres semanas y dos días (2007)
- Lost and Found (2005, segmento "Turkey Girl")
- Occident (2002)
- Corul pompierilor (2000, cortometraje)
- Nici o întâmplare (2000, cortometraje)
- Zapping (2000, cortometraje)

## Premios y distinciones
Festival Internacional de Cine de Cannes
| Año  | Categoría                   | Película                    | Resultado |
| ---- | --------------------------- | --------------------------- | --------- |
| 2007 | Palma de Oro                | 4 meses, 3 semanas y 2 días | Ganador   |
| 2007 | Premio FIPRESCI             | 4 meses, 3 semanas y 2 días | Ganador   |
| 2012 | Mejor guion                 | Más allá de las colinas     | Ganador   |
| 2016 | Premio a la mejor dirección | Graduation                  | Ganador   |